# Päraküla (Suure-Jaani)
Päraküla – wieś w Estonii, w prowincji Viljandi, w gminie Suure-Jaani.